# مدوزا (گروه موسیقی)
مدوز (انگلیسی: Meduza؛ که به‌صورت MEDUZA نوشته می‌شود) یک گروه تهیه‌کنندهٔ موسیقی الکترونیک ایتالیایی است که از سه عضو تشکیل شده‌است: لوکا د گرگوریو، ماتیا ویتاله و سایمون جیانی. این گروه بیشتر به‌خاطر آهنگ‌های موفقیت‌آمیز سال ۲۰۱۹ خود به نام «تکه‌ای از قلبت» به‌همراه گروه سه‌نفرهٔ بریتانیایی گودبویز، و نیز قطعهٔ «کنترلت را از دست بده» که آن نیز با همکاری گودبویز و خواننده بکی هیل تولید شد، شناخته می‌شوند. تک‌آهنگ «تکه‌ای از قلبت» پس از انتشار به رتبهٔ دوم جدول تک‌آهنگ‌های بریتانیا رسید، و نامزد جایزه گرمی برای بهترین اثر رقص شد.
در ۱۱ نوامبر ۲۰۲۰، مدوزا یک ست زنده را در کاوا دی بالستریری در سان مارینو اجرا کرد. این اجرا همراه با لایو نیشن و بازی ویدئویی فیوزر در توییچ پخش شد.

## جوایز و نامزدی‌ها

### جوایز گرمی
| سال  | دسته‌بندی       | اثر             | نتیجه    | م.    |
| ---- | -------------- | --------------- | -------- | ----- |
| ۲۰۲۰ | بهترین اثر رقص | «تکه‌ای از قلبت» | نامزدشده | [ ۷ ] |

### جوایز جهانی موسیقی رقص
| سال  | دسته‌بندی                 | اثر             | نتیجه    | م.          |
| ---- | ------------------------ | --------------- | -------- | ----------- |
| ۲۰۲۰ | بهترین ترانهٔ رقص         | «تکه‌ای از قلبت» | برنده    | [ ۸ ] [ ۹ ] |
| ۲۰۲۰ | هنرمند موفق سال          | —               | برنده    | [ ۸ ] [ ۹ ] |
| ۲۰۲۰ | بهترین هنرمند هاوس (مرد) | —               | نامزدشده | [ ۸ ] [ ۹ ] |